# Pont del Diable (Berga)
El Pont del Diable és una obra de Berga inclosa a l'Inventari del Patrimoni Arquitectònic de Catalunya.

## Descripció
Pont del diable, d'un sol arc, tot de pedra, pla. Es troba en un antic camí ral i passa per sobre el riu Metge o Demetge, afluent de la dreta del Llobregat.

## Història
De Berga a Bagà per l'antic camí ral de ferradura. Carretera en construcció---5h. Camí de ferradura fins a Alfar i des d'allí a Bagà. Es surt de Berga per l'antic portal de Santa Magdalena i s'atravessa tot seguit el Metge per un antic pont. (Berguedà. pàg.84)